# Relaciones Australia-China
Las relaciones Australia-China son las relaciones internacionales entre la Mancomunidad de Australia y la República Popular China. En el ámbito internacional, ambos países son miembros plenos y participan activamente en el Foro de Cooperación Económica Asia-Pacífico (APEC), la Cumbre de Asia Oriental y el G20. Actualmente, China es el mayor socio comercial de Australia

## Historia

### sigloXX
El primer consulado chino en Australia fue establecido en 1909, mientras que las relaciones diplomáticas bilaterales se establecieron oficialmente en 1941. 

### sigloXXI
En 2014, ambos países firmaron un tratado de libre comercio con el fin de liberar de algunos impuestos y aranceles a productos e inversiones bilaterales en ambos países.
A partir de 2018, las relaciones a nivel político han comenzado a desgastarse entre estos dos países, principalmente debido a las crecientes preocupaciones de la influencia política china en varios sectores de la sociedad australiana, incluido el gobierno, las universidades y los medios de comunicación, además de la postura china en el conflicto territorial en el mar de la China meridional.
Durante la pandemia por coronavirus de 2020, las relaciones bilaterales se tensionaron aún más, cuando el gobierno australiano pidió una investigación independiente y a cabalidad para determinar el origen y responsabilidades por la expansión del virus SARS-CoV-2. A través de la alianza estratégica militar AUKUS, anunciada en septiembre de 2021 y conformada por Australia, Reino Unido y los Estados Unidos, se ha planteado como una alternativa para frenar la influencia China en el Indo-Pacífico. Tras el anuncio el gobierno chino respondió a través de su diplomacia calificando el acuerdo como «extremadamente irresponsable», provocando además una crisis diplomática con Francia por la cancelación abrupta de la compra de unos submarinos convencionales franceses por parte del gobierno australiano.

### Hong Kong
Las relaciones entre Australia y Hong Kong son de larga data y fueron mucho más estrechas durante la época del Hong Kong británico. Al ser Hong Kong una región administrativa especial de la República Popular China, Australia mantiene un consulado en Hong Kong, mientras que Hong Kong abrió una Oficina Económica y Comercial en Australia.

## Misiones diplomáticas

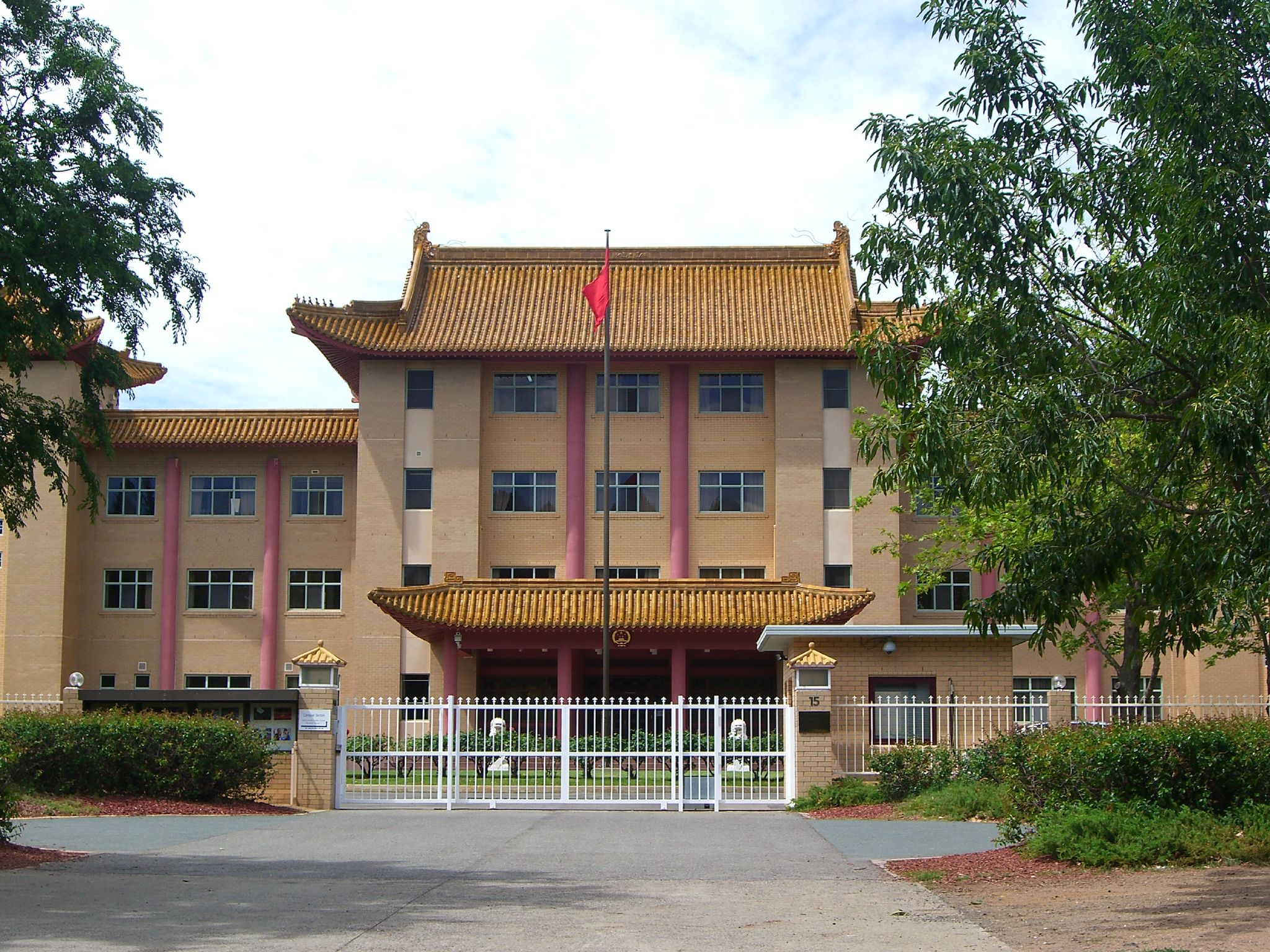
Embajada de la República Popular China en Canberra.

- Australia tiene una embajada en Pekín, como también consulados generales en Shanghái, Cantón, Chengdu y Hong Kong.
- China tiene una embajada en Canberra, además de consulados generales en Brisbane, Melbourne, Perth y Sídney.